# Bursa rhodostoma
Bursa rhodostoma ist der Name einer räuberisch lebenden Schnecke aus der Familie der Froschschnecken, die sowohl im Roten Meer und Indopazifik als auch im westlichen Atlantik verbreitet ist.

## Merkmale
Das eiförmige Schneckenhaus von Bursa rhodostoma hat ein kurzes Gewinde mit einer flachen Naht. Die rosafarbene Gehäusemündung ist mit weißen Zähnchen besetzt. Das Gehäuse ist mit vorragenden axialen Knöpfen skulpturiert, die zwischen kräftigen lateralen Varicen und spiraligen Schnüren von Kügelchen verlaufen. Die Gehäuseöffnung ist fast kreisförmig mit einem flachen vorderen Siphonalkanal und einem kurzen hinteren Kanal. Die äußere Lippe der Gehäusemündung ist gekräuselt und innen fein gezähnt, die parietale Wand unregelmäßig umgefaltet. Die Oberfläche ist kremfarben mit braunen Flecken, das Innere der Gehäusemündung rosafarben, die Umfaltungen und Zähnchen weiß. Das Haus erreicht bei ausgewachsenen Schnecken rund 2,6 cm, Länge bei einem Durchmesser von etwa 2,1 cm.

## Verbreitung und Lebensraum
Bursa rhodostoma ist im Indopazifik verbreitet. Die Unterart Bursa rhodostoma thomae Orbigny kommt aber ebenso wie im Indischen (Mauritius) und im Pazifischen Ozean (Marquesas) auch im westlichen Atlantischen Ozean (Grand Cayman, Florida, Hispaniola, Virgin Islands, Brasilien) vor. Die Schnecke findet sich vor allem auf Korallenriffen in Tiefen von 13 bis 160 m, oft in toten Korallenköpfen.

## Lebenszyklus
Wie andere Froschschnecken ist Bursa rhodostoma getrenntgeschlechtlich. Das Männchen begattet das Weibchen mit seinem Penis. Aus den Eiern schlüpfen Veliger-Larven, die bis zur Metamorphose zur fertigen Schnecke als Plankton leben.

## Nahrung
Bursa rhodostoma frisst Vielborster, Spritzwürmer und Stachelhäuter, darunter Seeigel.